# Верхняцька дослідно-селекційна станція
«Верхняцька дослідно-селекційна станція»  — науково-виробниче підприємство агропромислового комплексу, зайняте у галузі генетики сільськогосподарських культур та вирощуванні насіннєвого матеріалу для агропідприємств. Розташоване в смт Верхнячці Христинівського району Черкаської області. Підпорядковується Інституту біоенергетичних культур і цукрових буряків НААНУ. Станція є найстарішою у Черкаській області серед підприємств профілю.
Підприємство створене у 1899 році як структурний підрозділ Верхняцького цукрового заводу. Спочатку станція спеціалізувалася на виведенні рентабельних та економічно вигідних для вирощування на Наддніпрянщині сортів цукрового буряка. Основним завданням станції було збільшення врожайності культури.
У 1939 році станція завоювала право бути учасником Всесоюзної сільськогосподарської виставки.
У 1940 року селекстанція разом з місцевим колгоспом та цукровим заводом вдруге стали учасниками Всесоюзної сільськогосподарської виставки. Ланкова станції М. І. Любченко нагороджена Великою срібною медаллю.
З початком німецько-радянської війни, на початку липня 1941 року основне обладнання цукрозаводу, техніка колгоспу й дослідно-селекційної станції були евакуйовані на схід СРСР.
Внаслідок бойових дій станції завдано збитків на суму З млн. карбованців.
Після закінчення військових дій станція відновлювала діяльність.
В зв'язку з 50-річчям від дня заснування 28 липня 1949 року станцію нагороджено орденом Трудового Червоного Прапора. Орденом Леніна відзначено директора станції М. Є. Рослик і завідувача відділу селекції цукрових буряків Т. Ф. Гринька, орденом Трудового Червоного Прапора — 7, орденом «Знак Пошани» — 13 і медалями — 5 працівників.
На чолі зі селекціонером Я. Ф. Загороднюком, відділ селекції зернових культур дослідно-селекційної станції за короткий час вивів нові сорти жита (Таращанське — 4) і овесу (Радянський — 339). Самого ж Загороднюка у 1947 році обрали депутатом Верховної Ради УРСР.
На початок 1970-х років на станції працювало 85 наукових співробітників з вищою і середньою спеціальною освітою, у тому числі 6 кандидатів сільськогосподарських наук. Науковці станції вивели понад 40 сортів цукрових буряків, з яких 4 висівалися
на великих площах не лише в Українській РСР, а й далеко за її межами. Фахівці станції працювали і над виведенням нових сортів озимої пшениці та інших культур, а також розробляли ефективні заходи для підвищення їх врожайності. Підприємство було постійним учасником міжнародних нарад з питань селекції. Станція систематично підтримувала наукові зв'язки з відповідними дослідними установами Болгарії, Польщі та інших країн соцтабору.
За радянських часів підприємство займалося такими напрямками: селекція цукрових буряків та зернових культур, механізація та агротехніка, захист рослин, хімізація, насіннєвий контроль.
Після приватизації цукрового заводу у 1990-х роках, станція стала структурним підрозділом Уманського сільськогосподарського інституту. Після реструктуризації у 2000-х роках Верхняцька дослідно-селекційна станція відійшла в підпорядкування Інституту біоенергетичних культур і цукрових буряків НААНУ.
Нині у структурі підприємства відділ селекції та насінництва цукрових буряків, відділ селекції та насінництва зернових і біоенергетичних культур, відділ агроекомоніторингу і проблем землеробства.

## Галерея
|                  |
| Комора (1904 р.) |

|                       |
| Лабораторія (1899 р.) |

|                       |
| Огорожа (поч. XX ст.) |